# Diane Ackerman
Pour les articles homonymes, voir Ackerman.
Diane Ackerman, née le 7 octobre 1948 à Waukegan en Illinois, est une poétesse, essayiste et naturaliste américaine. Auteure d'ouvrages dans le domaine de la fiction et de la non-fiction, elle a également écrit plusieurs livres pour enfants. Elle est traduite à l'étranger et certaines de ses oeuvres ont une renommée internationale.

## Biographie
Diane Ackerman a obtenu un baccalauréat ès arts d'anglais de université d'État de Pennsylvanie, une maîtrise ès arts, un master of Fine Arts et un Ph.D. de l'université Cornell.
Elle a enseigné à l'université Columbia et à l'université Cornell ; ses essais paraissent régulièrement dans des revues littéraires.

### Clés pour l'œuvre
Le style d'écriture de Diane Ackerman mêle et entrelace des éléments poétiques, historiques et de vulgarisation scientifique. Ses explorations poétiques du monde naturel suscitent un intérêt toujours renouvelé et une grande curiosité pour le monde du vivant qu'elle met en scène.

## Œuvres

### Poésie
- The Planets: A Cosmic Pastoral (1976)
- Wife of Light (1978)
- Lady Faustus (1983)
- Reverse Thunder (1988)
- Jaguar of Sweet Laughter: New and Selected Poems (1991)
- I Praise My Destroyer (1998)
- Origami Bridges (2002)

### Essais
- Twilight of the Tenderfoot (1980)
- On Extended Wings (1985)
- A Natural History of the Senses (1990)

- traduit en français sous le titre Le Livre des sens par Alexandre Kalda, Paris, Éditions Grasset et Fasquelle, 1991, 384 p.  (ISBN 2-246-44251-6)
- The Moon by Whale Light, and Other Adventures Among Bats and Crocodilains, Penguins and Whales (1991)

- traduit en français sous le titre La Nuit des baleines, et autres aventures parmi les chauves-souris, les crocodiles, les manchots et les baleines par Alexandre Kalda, Paris, Éditions Grasset et Fasquelle, 1993, 301 p.  (ISBN 2-246-46031-X)
- A Natural History of Love (1994)

- traduit en français sous le titre Le Livre de l’amour par Alexandre Kalda, Paris, Éditions Grasset et Fasquelle, 1995, 395 p.  (ISBN 2-246-49831-7)
- The Rarest of the Rare (1995)

- traduit en français sous le titre Le Naufrage de Noé. Ces animaux qui disparaissent par Cécile Arnaud, Paris, Éditions Grasset et Fasquelle, 1997, 283 p.  (ISBN 2-246-53611-1)
- A Slender Thread (1997)
- Deep Play (1999)
- Cultivating Delight (2002)

- traduit en français sous le titre Mon jardin des délices par Johan-Frédérik Hel Guedj, Paris, Éditions J.-C. Lattès, 2002, 452 p.  (ISBN 2-7096-2291-2)
- An Alchemy of Mind: The Marvel and Mystery of the Brain (2004)

- traduit en français sous le titre L’Alchimie de la pensée. Merveilles et mystères du cerveau par Christine Rimoldy, Paris, Éditions Tchou, coll. « Le Corps à vivre », 2006, 358 p.  (ISBN 2-7107-0726-8)
- The Zookeeper's Wife : A War Story (2007)

- traduit en français sous le titre La Femme du gardien de zoo par Jacqueline Odin, Paris, Éditions de l’Archipel, 2016, 300 p.  (ISBN 978-2-8098-1799-7)
- adapté au cinéma sous le titre La Femme du gardien de zoo par Niki Caro, 2017
- Dawn Light: Dancing with Cranes and Other Ways to Start the Day (2009)
- One Hundred Names for Love: A Stroke, a Marriage, and the Language of Healing (2011)
- The Human Age: The World Shaped By Us (2014)

### Littérature jeunesse
- Monk Seal Hideaway (1995)
- Bats: Shadows in the Night (1997)
- Animal Sense (poésie), ill. de Peter Sis (2003)